# Maria Ortiz
Maria Ortiz (Vitória, 14 september 1603 – 25 mei 1646) wordt in de Braziliaanse staat Espírito Santo gezien als een heldin, omdat zij op haar eenentwintigste heeft meegeholpen een invasie van de Nederlanders af te weren.

## Afkomst
Maria Ortiz was een dochter van de Spaanse immigranten Juan Orty y Ortiz en Carolina Darico. Deze waren in 1601 in Espírito Santo aangekomen. In de periode van de Iberische Unie stimuleerde koning Filips III namelijk de migratie van Spanjaarden naar Brazilië.

## Invasie
Nadat ze eerder gebieden die meer in het Noorden lagen in bezit hadden genomen, begonnen de Nederlanders in 1624 met de verovering van Salvador en het gebied ten zuiden daarvan. In maart 1625 kwam kapitein Piet Hein aan in Vitória. Deze stad had maar weinig soldaten om voor de verdediging te zorgen.
De regeringszetel van deze stad ligt op een heuvel, in het stadsdeel Cidade Alta. Om hier te komen moest Piet Hein met zijn soldaten de helling Ladeira do Pelourinho beklimmen. De legende zegt, dat toen zij halverwege waren, Maria Ortiz een pan met kokend water over hen heen gooide. Haar buren begonnen toen ook met stokken en stenen te gooien. Maria Ortiz schreeuwde om de aandacht van de Portugese soldaten te trekken. Ook wuifde met haar arm waarmee ze een artilleriestuk dat dichtbij stond opgesteld, deed vuren.
Deze verrassingsactie hield de Nederlanders zo lang op, dat de Portugese leider Francisco de Aguiar Coutinho de gelegenheid kreeg zijn verdediging te versterken en de Nederlanders te verdrijven. In een brief aan zijn meerderen in juni schreef Coutinho:
Bij het terugdrijven van de vermetele invallers is het terecht om de houding van een jonge vrouw te benadrukken, die kordaat de toegang van de invallers vertraagde tot het hoge gedeelte van de stad dat zij wilden bereiken, waardoor wij de gelegenheid kregen de mannen en de elementen waarover wij de beschikking hadden te organiseren ter verdediging van de regeringszetel. Deze jonge vrouw werd voor ons allen een levend voorbeeld van besluitvaardigheid, moed, en liefde voor het vaderland. Wij zijn haar voor deze waardevolle dienst verschuldigd, zonder welke onze taak veel moeilijker en bewerkelijker zou zijn geweest. Haar vastbesloten enthousiasme deed de soldaten, boeren en lieden van het volk branden van moed in de verdediging en achtervolging van de vermetele en verraderlijke invaller.

## Moderne verwijzingen
Tegenwoordig zijn er in de stad Vitória veel zaken naar Maria Ortiz vernoemd. Zo werden er op de Ladeira do Pelourinho in 1920 trappen gebouwd, die naam Escaderia Maria Ortiz dragen. Ook zijn er een wijk van de stad en een school naar haar genoemd.